# 皮特島機場
皮特島飛行場（英語：Pitt Island Airstrip）為查塔姆航空公司(CV)的主要機場，為紐西蘭東方海域中查塔姆群島皮特島的一座離島國內機場之一。

## 飛行航線
| 航空公司   | 目的地     |
| ---------- | ---------- |
| 查塔姆航空 | 查塔姆群島 |

## 定期航班

### 島際航班
- 查塔姆島－皮特島－查塔姆島